# I. Dzsanibég kán
I. Dzsanibég (tatárul: Canibək, ? – 1357) az Arany Horda kánja. 

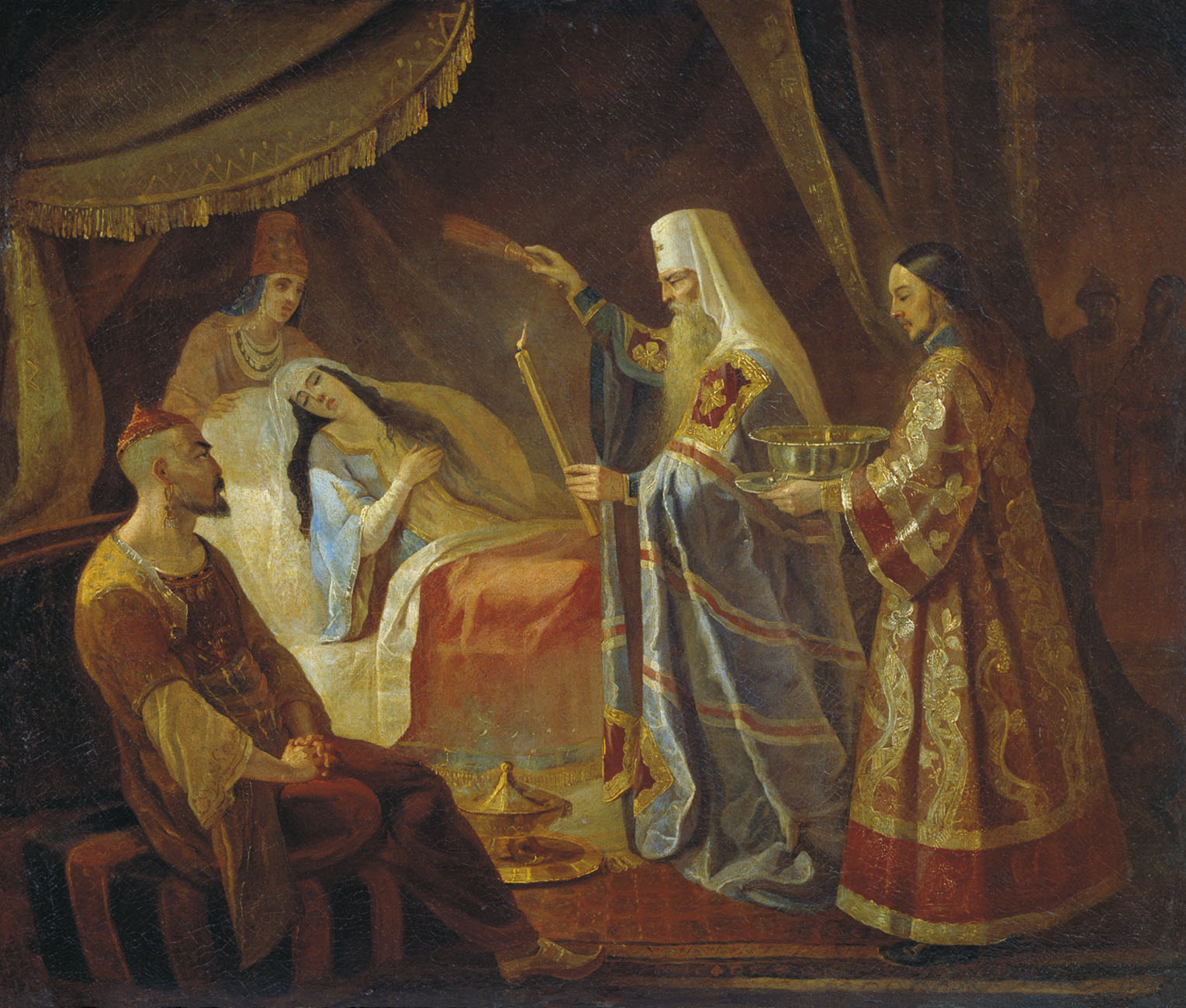
Alekszij metropolita meggyógyítja Tajdula tatár cárnő vakságát. J. Kapkov festménye.

## Hatalomra kerülése
Dzsanibég Üzbég kán harmadik fia volt. Apja 1341-es halála után a délkeleti határvidéken tartózkodó bátyja, Tinibég volt a jogos örökös, őt azonban Dzsanibég a fővárosba tartó útján (Hizr-bég öccsével együtt) meggyilkoltatta. A véres kezdet ellenére jó uralkodónak bizonyult, a muszlim és orosz történetírók is igazságosnak, istenfélőnek és a tanult emberek támogatójának írták le.
Trónra lépésekor az udvarába rendelte az orosz fejedelmeket és Feognoszt kijevi metropolitát, hogy hűséget esküdjenek. A metropolitát őrizetbe vették és a kán követelte, hogy a fejedelmekhez hasonlóan ő is fizessen éves adót. Feognoszt a korábbi kánok adómentességi nyilatkozataira hivatkozott és végül 600 rubel kifizetésével és Dzsanibég anyja, Tajdula támogatásával megerősítették az ortodox egyház adómentességi kiváltságát.
Jaroszlav Alekszandrovics pronszki herceg bepanaszolta a kánnál Ivan Korotopol rjazanyi fejedelmet, hogy meggyilkolta és kirabolta az apját, Pronszk előző fejedelmét. Dzsanibég egy tatár sereget küldött Rjazanyba, amely megostromolta a fővárost és kifosztotta a fejedelemséget. Ivan Korotopolt kivégezték.  

## A fekete halál
1343-ban az Azovi-tenger partján fekvő Tana kereskedővárosban egy genovai kereskedő megölt egy tatárt, és emiatt a kán kiutasította őket. A genovaiak ellenálltak, és a várost ostrom alá vették a kán katonái. A genovaiak kicsaptak a városból, elpusztították az ostromgépeket és sok tatárt megöltek. Rövid fegyverszünet után Dzsanibég a krími Kaffában élő genovaiakat vette ostrom alá. A Dzsocsi-uluszba ekkoriban (1345-ben) érkezett meg a pestisjárvány, amely Kínától Egyiptomig egész Eurázsiát végigpusztította. A pestis az ostromlók között is felütötte a fejét, és a halottakat a tatárok katapultokkal bedobálták a városba. A kán és az európai kereskedők 1346-ban békét kötöttek, ám a genovaiak hajóin a pestis 1347-ben megérkezett Európába, ahol szörnyű pusztítást végzett, becslések szerint a népesség egyharmada belehalt a járványba.  

## A Moldvai Fejedelemség megalapítása
Az Arany Horda befolyása a nyugati határain ekkorra meggyengült. Előbb III. Kázmér lengyel király szerezte meg a korábban tatár vazallus Halics-Volhíniát, majd 1345-ben Nagy Lajos magyar király, megelégelve a határmenti fosztogatásokat, egy nagy sereggel átküldte Lackfi András későbbi erdélyi vajdát a Kárpátokon. A betörő magyar sereget Dzsanibég sógora, Athlamos próbálta feltartóztatni, ám háromnapos csatában vereséget szenvedett és maga is fogságba esett. A felajánlott váltságdíj ellenére Lackfi lefejeztette a tatár vezért és nagy zsákmánnyal hazatért. A székely határőrök a következő évben is átcsaptak Moldvába és zsákmánnyal tértek vissza. A tatárok képtelenek voltak a határt megvédeni és visszahúzódtak a Dnyeszter mögé. Nagy Lajos az akkor Kunországnak nevezett területen visszaállította a katolikus missziót, Erdélyből oláh telepeseket küldött és megalapította a vazallus Moldvai Fejedelemséget.
A Kijevi Fejedelemség ekkor már részben az egyre erősödő Litvánia érdekszférájában volt, bár még fizettek adót az Arany Hordának is, csak 1362-től szakadtak el teljesen a kánságtól.   

## Alekszij metropolita csodatétele
1356-ban Dzsanibég anyja Tajdula (aki feltehetőleg keresztény volt) súlyos szembetegséget kapott és magához hívatta az egy évvel korábban kinevezett kijevi metropolitát, Alekszijt. A metropolita imádkozott az ágyánál és meghintette szenteltvízzel, és Tajdula csodálatos módon meggyógyult. A hálás kán megjutalmazta Alekszijt és az orosz fejedelmeknek is küldött ajándékokat.   

## A perzsiai hadjárat és Dzsanibég halála
1356-ban Dzsanibég, kihasználva a perzsiai Ilhán Birodalom válságát, hatalmas sereggel ellenük indult és elfoglalta Tebrizt. Fiát, Berdibéget kormányzóként otthagyva visszaindult Szarajba. Az úton megbetegedett ezért fiáért küldetett, hogy felkészítse az utódlásra. Mikor azonban javulni kezdett az állapota, a saját fia, Berdibég meggyilkoltatta. Halála után az Arany Hordában összeomlott a központi hatalom, húsz év alatt huszonhárom hatalomváltás történt.